# 塞克阿尔
塞克阿尔（法語：Sequehart）是法国上法兰西大区埃纳省的一个市镇，位于该省西北部，属于圣康坦区。该市镇2009年时的人口为209人。

## 人口
塞克阿尔人口变化图示
| 数据来源：INSEE |